# Lucien Brasseur
Lucien Brasseur o Lucien Alcide Constant Brasseur (Saultain, 1878 – 1960) fue un escultor francés.
Graduado de la École nationale supérieure des beaux-arts a los dieciséis años, fue galardonado con el segundo Premio de Roma en 1902 y el primer Gran Premio en 1905, que lo conllevó a pasar becado unos años de estudio en Roma.
Realizó en entreguerras muchos memoriales para los municipios del norte de Francia, de donde era nacido, el de Tourcoing, y uno de los monumentos más conocidos el de Havrincourt (Calais), donde él se representa a sí mismo. Es también el autor de los bajorrelieves de la estación de Brest, edificio del art deco construido en la década de 1930 y una de las estatuas del Trocadero para la Exposición Internacional de París de 1937.